# Scarpa d'oro 2020

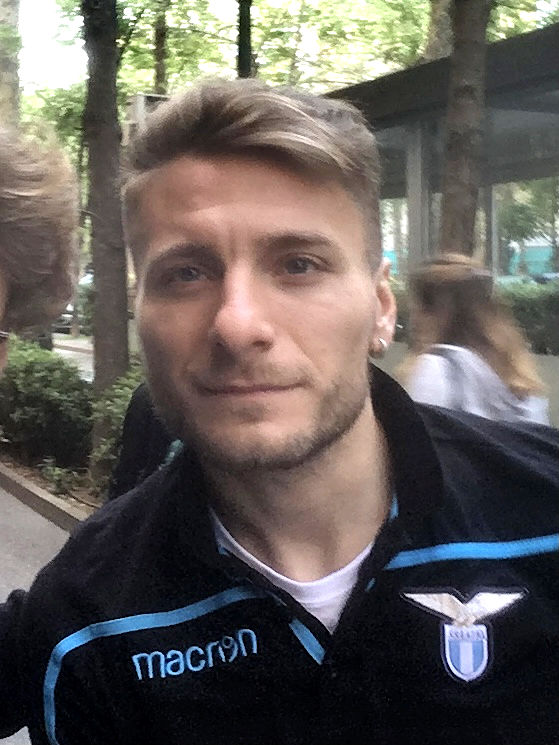
Ciro Immobile, vincitore della Scarpa d'oro 2020.

La Scarpa d'oro 2020 è il riconoscimento calcistico conferito al giocatore che, durante la stagione calcistica europea, ha ottenuto il miglior punteggio calcolato moltiplicando il numero di reti messe a segno in partite di campionato per il coefficiente di difficoltà del campionato stesso.
Il premio è stato vinto da Ciro Immobile con i 36 gol segnati in Serie A, corrispondenti a 72 punti. Per l'attaccante della Lazio si tratta del primo successo, il terzo per un italiano dopo quelli di Luca Toni e Francesco Totti.

## Classifica finale
Questa la classifica relativa alle prime dieci posizioni della competizione.
| Pos. | Nome               | Campionato attuale | Squadra/e                    | Gol        | C-UEFA                    | Punti |
| ---- | ------------------ | ------------------ | ---------------------------- | ---------- | ------------------------- | ----- |
| 1    | Ciro Immobile      | Serie A            | Lazio                        | 36         | x2                        | 72    |
| 2    | Robert Lewandowski | Bundesliga         | Bayern Monaco                | 34         | x2                        | 68    |
| 3    | Cristiano Ronaldo  | Serie A            | Juventus                     | 31         | x2                        | 62    |
| 4    | Timo Werner        | Bundesliga         | RB Lipsia                    | 28         | x2                        | 56    |
| 5    | Erling Haaland     | Bundesliga         | Salisburgo Borussia Dortmund | 29 (16+13) | x1.5 (16 gol) x2 (13 gol) | 50    |
| 5    | Lionel Messi       | Primera División   | Barcellona                   | 25         | x2                        | 50    |
| 7    | Jean-Pierre Nsame  | Super League       | Young Boys                   | 32         | x1.5                      | 48    |
| 8    | Romelu Lukaku      | Serie A            | Inter                        | 23         | x2                        | 46    |
| 8    | Jamie Vardy        | Premier League     | Leicester City               | 23         | x2                        | 46    |
| 10   | Shon Weissman      | Bundesliga         | Wolfsberger                  | 30         | x1.5                      | 45    |